# Liste des types de lasers

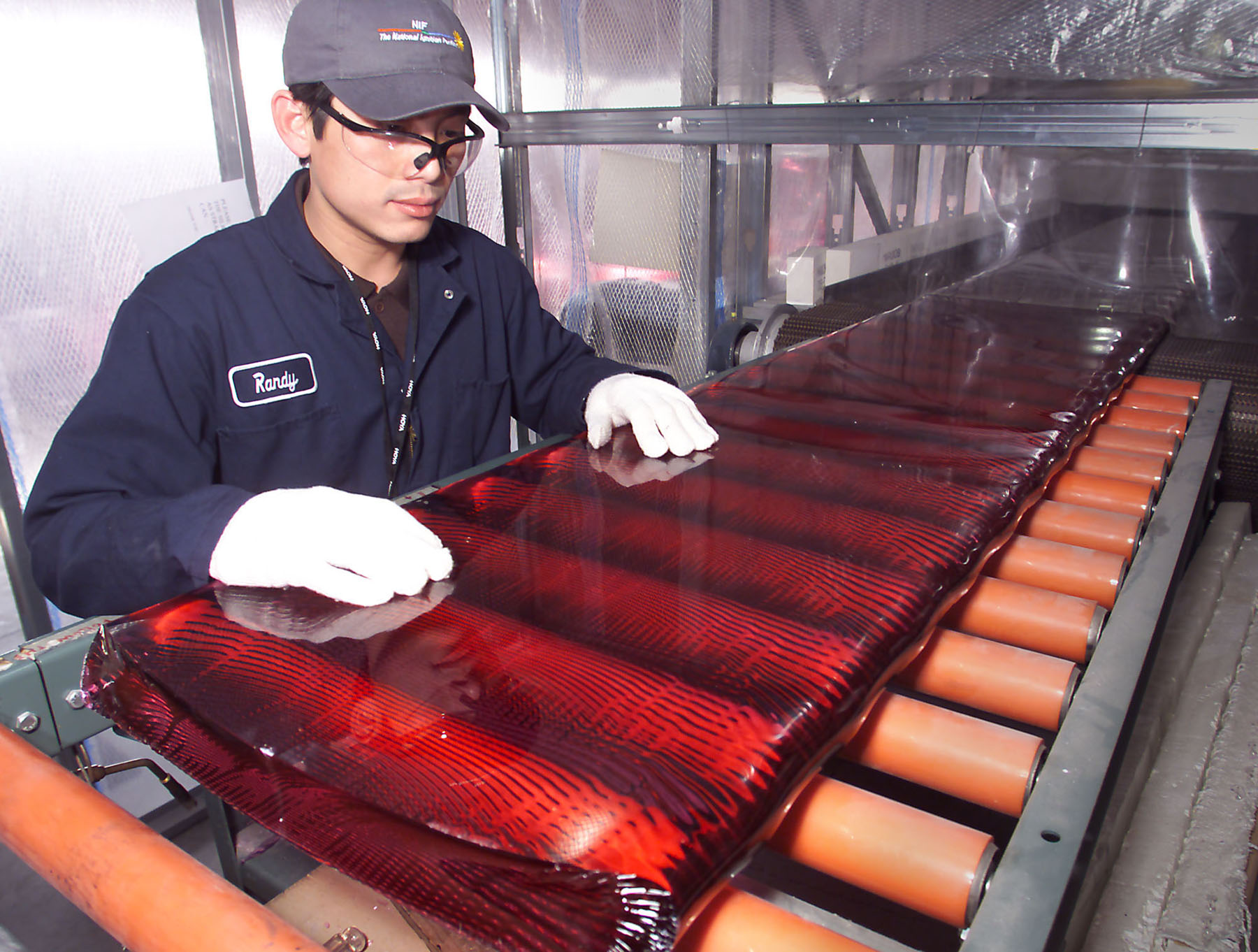
Une dalle de verre dopée au néodyme destinée au National Ignition Facility.

La liste des types de lasers rassemble par grandes familles les multiples lasers existant dans le monde. Il existe plusieurs milliers de sortes de lasers, qu'il est possible de regrouper grâce à leurs points communs, comme le milieu amplificateur, le domaine de longueur d'onde couvert ou les applications qui emploient ces lasers.

## Lasers à gaz
| Nature du milieu excité et type | Longueur(s) d'onde de service | Source d'excitation                                                                    | Applications et notes |
| ------------------------------- | --- | -------------------------------------------------------------------------------------- | --- |
| Laser hélium-néon               | 632,8 nm (543,5 nm, 593,9 nm, 611,8 nm, 1,1523 μm, 1,52 μm, 3,3913 μm).                                                                                               | Décharge électrique                                                                    | Interférométrie, holographie, spectroscopie, reconnaissance de code-barres, alignement, démonstrations optiques. |
| Laser à argon                   | 454,6 nm, 488,0 nm, 514,5 nm (351 nm, 363,8 nm, 457,9 nm, 465,8 nm, 476,5 nm, 472,7 nm, 528,7 nm, et aussi avec un doubleur de fréquence pour obtenir 244 nm, 257nm). | Décharge électrique                                                                    | Luminothérapie rétinienne (pour les diabétiques), lithographie, microscopie confocale, spectroscopie, stimulateur pour d'autres lasers.                                                                                              |
| Laser au krypton                | 416 nm, 530,9 nm, 568,2 nm, 647,1 nm, 676,4 nm, 752,5 nm, 799,3 nm.                                                                                                   | Décharge électrique                                                                    | Recherche scientifique, en association avec de l'argon pour créer de la lumière d'apparence blanche, jeux de lumière. |
| Ion laser au xénon              | De nombreuses raies dans le visible et jusque dans l'UV et l'IR. | Décharge électrique                                                                    | Recherche scientifique. |
| Laser à azote                   | 337,1 nm | Décharge électrique                                                                    | Stimulateur pour lasers à colorant organique, mesure de la pollution de l'air, recherche scientifique. Les lasers à azote peuvent fonctionner sans cavité optique. On les retrouve dans certaines constructions de laser en amateur. |
| Laser au dioxyde de carbone     | 10,6 μm, (9,4 μm). | Décharge électrique transversale (haute puissance) ou longitudinale (faible puissance) | Usinage des matériaux (coupe, soudure, etc.), chirurgie, lidar. |
| Laser à monoxyde de carbone     | de 2,6 à 4 μm, de 4,8 à 8,3 μm. | Décharge électrique                                                                    | Usinage des matériaux (gravure, soudure, etc.), spectroscopie photoacoustique. |
| Laser à excimère                | 193 nm (ArF), 248 nm (KrF), 308 nm (XeCl), 353 nm (XeF). | Recombinaison d'un excimère à l'aide d'une décharge électrique.                        | Lithographie ultraviolette pour la fabrication des semi–conducteurs, chirurgie laser, chirurgie laser ophtalmologique réfractive. |

|  |  |

## Lasers chimiques
Ils sont utilisés comme arme à énergie dirigée.
| Nature du milieu excité et type        | Longueur(s) d'onde de service                                                        | Source d'excitation                                                                | Applications et notes |
| -------------------------------------- | ------------------------------------------------------------------------------------ | ---------------------------------------------------------------------------------- | --- |
| Laser au fluorure d'hydrogène          | de 2,7 à 2,9 μm pour le fluorure d'hydrogène (transmission dans l'atmosphère < 80 %) | Réaction chimique dans un jet d'éthylène et de trifluorure d'azote (NF3) enflammé. | Utilisé pour la recherche pour l'emploi des lasers comme armes par le département de la Défense des États-Unis, opéré en continu il peut développer une puissance de l'ordre du mégawatt. |
| Laser au fluorure de deutérium         | ≈3800 nm (de 3,6 à 4,2 μm) (transmission dans l'atmosphère ≈ 90 %)                   | Réaction chimique                                                                  | Miracl, projectile à énergie pulsée et laser tactique à haute énergie (Nautilus). |
| Laser chimique à l'oxygène-iode (Coil) | 1,315 μm (transmission dans l'atmosphère < 70 %)                                     | Réaction chimique dans un jet d'oxygène singulet et d'iode.                        | Armement laser, recherche scientifique et sur les matériaux, utilisé par le Boeing YAL-1 Airborne Laser, opéré en continu il peut développer une puissance de l'ordre du mégawatt.        |

## Lasers à colorants organiques(Dye lasers)
| Nature du milieu excité et type | Longueur(s) d'onde de service                                                                   | Source d'excitation               | Applications et notes |
| ------------------------------- | ----------------------------------------------------------------------------------------------- | --------------------------------- | --- |
| Dye lasers                      | 390-435 nm (stilbène), 460-515 nm (coumarine 102), 570-640 nm rhodamine 6G) et nombreux autres. | Un autre laser ou une lampe flash | Recherche, spectroscopie, suppression de taches de naissance, séparation isotopique. La plage de réglage du laser dépend du colorant utilisé. |

## Lasers à fibre
| Nature du milieu excité et type                                                    | Longueur(s) d'onde de service                                  | Source d'excitation          | Applications et notes                                  |
| ---------------------------------------------------------------------------------- | -------------------------------------------------------------- | ---------------------------- | ------------------------------------------------------ |
| Le milieu amplificateur est une fibre optique dopée avec des ions de terres rares. | 1050-1070 nm (Ytterbium), 1550 nm (Erbium), 2100 nm (Thulium). | Un autre laser ou des diodes | Soudage, usinage, fabrication rapide par laser, lidar. |

## Lasers à vapeur métallique
| Nature du milieu excité et type                    | Longueur(s) d'onde de service                                | Source d'excitation                                                                     | Applications et notes |
| -------------------------------------------------- | ------------------------------------------------------------ | --------------------------------------------------------------------------------------- | --- |
| Laser à vapeur métallique d'hélium-cadmium (HeCd)  | 441,563 nm, 325 nm.                                          | Décharge électrique dans une vapeur métallique mélangée à de l'hélium comme gaz tampon. | Imprimerie et applications typographiques, excitation de la fluorescence pour la vérification de papier monnaie par exemple, recherche scientifique. |
| Laser à vapeur métallique d'hélium-mercure (HeHg)  | 567 nm, 615 nm.                                              | Décharge électrique dans une vapeur métallique mélangée à de l'hélium comme gaz tampon. | Rares, recherche scientifique, lasers de fabrication amateur.                                                                                        |
| Laser à vapeur métallique d'hélium-sélénium (HeSe) | Jusqu'à 24 longueurs d'onde entre le rouge et l'ultraviolet. | Décharge électrique dans une vapeur métallique mélangée à de l'hélium comme gaz tampon. | Rares, recherche scientifique, lasers de fabrication amateur.                                                                                        |
| Laser à vapeur métallique d'hélium-argent (HeAg)   | 224,3 nm                                                     | Décharge électrique dans une vapeur métallique mélangée à de l'hélium comme gaz tampon. | Recherche scientifique, spectroscopie Raman. |
| Laser à vapeur métallique de néon-cuivre (NeCu)    | 248,6 nm                                                     | Décharge électrique dans une vapeur métallique mélangée à du néon comme gaz tampon.     | Recherche scientifique, spectroscopie Raman. |
| Laser à vapeur de cuivre                           | 510,6 nm, 578,2 nm                                           | Décharge électrique                                                                     | Dermatologie, photographie à grande vitesse, source d'excitation pour les lasers à colorants organiques.                                             |
| Laser à vapeur d'or                                | 627 nm                                                       | Décharge électrique                                                                     | Rares, dermatologie et luminothérapie. |

## Lasers à l'état solide
| Nature du milieu excité et type                                                                                   | Longueur(s) d'onde de service                                 | Source d'excitation                                                                                         | Applications et notes |
| --- | ------------------------------------------------------------- | --- | --- |
| Laser à rubis | 694,3 nm                                                      | Lampe flash                                                                                                 | Holographie, suppression de tatouages. C'est le premier laser inventé (mai 1960). |
| Laser Nd:YAG | 1,064 μm, (1,32 μm)                                           | Lampe flash, diode laser                                                                                    | Usinage des matériaux, télémètre laser, lidar, désignation d'une cible, chirurgie, recherche, source d'excitation pour d'autres lasers (associé avec un doubleur de fréquence pour produire un faisceau vert sur 532 nm). C'est un des lasers à haute puissance les plus connus. On l'utilise en général en mode pulsé (avec des périodes de l'ordre de la nanoseconde).                                                |
| Laser Nd:YAP | 1,079 μm, (1,34 μm)                                           | Lampe flash, diode laser                                                                                    | Principalement utilisé dans le médical : en dentisterie pour des applications de parodontologie et d'endodontie, en chirurgie. |
| Laser Er:YAG | 2,94 μm                                                       | Lampe flash, diode laser                                                                                    | odontologie (dentisterie restauratrice, chirurgie des tissus mous, parodontologie, endodontie, implantologie, dentisterie cosmétique), dermato-esthétique (resurfaçage de la peau). |
| Laser au fluorure d'yttrium-lithium dopé au néodyme (Nd:YLF)                                                      | 1,047 et 1,053 μm                                             | Lampe flash, diode laser                                                                                    | Principalement utilisé pour l'excitation de certains types de lasers pulsés (Ti-saphir) en combinaison avec un doubleur de fréquence. |
| Laser à l'orthovanadate d'yttrium dopé au néodyme (Nd:YVO4)                                                       | 1,064 μm                                                      | Diode laser                                                                                                 | Principalement utilisé pour l'excitation en continu de lasers Ti-saphir, ou à colorant organique, opérés en mode-locked, en combinaison avec un doubleur de fréquence. Utilisé aussi en mode pulsé pour le marquage et la micromécanique. Le laser Nd-YVO4 à fréquence doublée sert également classiquement à la fabrication des pointeurs laser de couleur verte.                                                      |
| Laser à l'oxoborate de calcium-yttrium dopé au néodyme, Nd-YCa4O(BO3)3, ou plus simplement, Nd-YCOB               | ≈1,060 μm (≈530 nm à l'harmonique 2)                          | Diode laser                                                                                                 | Le Nd-YCOB est un milieu laser dit « auto-doubleur de fréquence » (SFD, self-frequency doubling) qui est capable à la fois, de produire une émission laser, et qui a des caractéristiques non linéaires qui conviennent pour générer une harmonique 2. De tels matériaux permettent de simplifier la fabrication des lasers de couleur verte de haute luminosité.                                                       |
| Laser au verre dopé au néodyme (Nd-Glass)                                                                         | ≈1,062 μm (verre de silicate), ≈1,054 μm (verre de phosphate) | Lampe flash, diode laser                                                                                    | Utilisé pour les très hautes puissances de l'ordre du térawatt, les très hautes énergies de l'ordre du mégajoule des systèmes à faisceaux multiples destinés à la fusion par confinement inertiel. D'une façon générale, on triple la fréquence des lasers à Nd-Glass à la 3e harmonique pour obtenir une longueur d'onde de 351 nm.                                                                                    |
| Laser titane-saphir (Ti-sapphire)                                                                                 | 650-1100 nm                                                   | Un autre laser                                                                                              | Spectroscopie, lidar, recherche. Ce milieu est souvent utilisé pour des lasers infrarouges à forte capacité d'ajustage en mode-locked pour produire des impulsions ultracourtes, et dans des systèmes d'amplification de lasers pour produire des impulsions ultracourtes de très grande intensité. |
| Laser YAG dopé au thulium (Tm:YAG)                                                                                | 2,0 μm                                                        | Diode laser                                                                                                 | Lidar. |
| Laser YAG dopé à l'ytterbium (Yb:YAG)                                                                             | 1,03 μm                                                       | Diode laser, lampe flash.                                                                                   | Refroidissement d'atomes par laser, usinage des matériaux, recherche sur les impulsions ultracourtes, microscopie multiphotonique, Lidar. |
| Laser à l'ytterbium- Yb2O3 (verre ou céramique)                                                                   | 1,03 μm                                                       | Diode laser                                                                                                 | Recherche sur les impulsions ultracourtes. |
| Laser au verre dopé à l'ytterbium (barreau, éclat plat, et fibre)                                                 | 1,0 μm                                                        | Diode laser                                                                                                 | La version fibre peut produire plusieurs kilowatts en puissance continue avec une efficacité de ≈ 70-80 % optique/optique et ≈ 25 % électrique/optique. Usinage des matériaux : coupe, soudure, marquage ; fibres optiques non linéaires : sources à large bande basées sur la non-linéarité de la fibre, source d'excitation pour les lasers Raman à fibre ; amplification Raman répartie pour les télécommunications. |
| Laser YAG dopé à l'holmium (Ho:YAG)                                                                               | 2,1 μm                                                        | Diode laser                                                                                                 | Ablation de tissus vivants, traitement des calculs rénaux, odontologie. |
| Laser au fluorure d'aluminium-lithium-strontium (ou calcium) dopé au cérium (respectivement Ce:LiSAF ou Ce:LiCAF) | ≈ de 280 à 316 nm                                             | Laser à Nd-YAG à impulsions et fréquence quadruplée, laser pulsé à excimer, laser pulsé à vapeur de cuivre. | Télédétection atmosphérique, Lidar, recherche sur l'optique. |
| Laser au verre de phosphate dopé au prométhium 147 (147Pm+3–Glass)                                                | 933 nm, 1 098 nm                                              | ?? | Le matériau excité est radioactif. Vu une fois en fonctionnement au laboratoire national de Lawrence Livermore (LLNL) en 1987, émission laser de niveau 4 à température ambiante dans un verre étalon de plomb-indium-phosphate dopé au 147Pm. |
| Laser au chrysobéryl (alexandrite) dopé au chrome                                                                 | Réglé généralement dans la plage 700 à 820 nm                 | Lampe flash, diode laser, arc au mercure (en mode à onde entretenue)                                        | Dermatologie, Lidar, usinage au laser. |
| Laser au verre dopé à l'erbium ou codopé à l'erbium–ytterbium                                                     | 1,53-1,56 μm.                                                 | Diode laser                                                                                                 | Ils sont fabriqués sous les formes barreau, éclat plat, et fibre. Les fibres dopées à l'erbium sont classiquement utilisées pour les amplificateurs optiques dans le domaine des télécommunications. |
| Laser au fluorure de calcium dopé à l'uranium trivalent (U-CaF2)                                                  | 2,5 μm                                                        | Lampe flash                                                                                                 | Premier laser solide de niveau 4 (novembre 1960) développé par Peter Sorokin et Mirek Stevenson dans les laboratoires de recherche d'IBM. C'est aussi le deuxième laser inventé depuis le début des lasers (après le laser à rubis de Maiman). Il est refroidi à l'hélium liquide. Il n'est plus utilisé de nos jours.                                                                                                  |
| Laser au fluorure de calcium dopé au samarium bivalent (Sm-CaF2)                                                  | 708,5 nm                                                      | Lampe flash                                                                                                 | Également inventé par Peter Sorokin et Mirek Stevenson dans les laboratoires de recherche d'IBM au début de l'année 1961. Il est refroidi à l'hélium liquide. Il n'est plus utilisé de nos jours. |
| Laser à centre F                                                                                                  | 2,3-3,3 μm.                                                   | Laser ion                                                                                                   | Spectroscopie. |

## Lasers à semi–conducteur
| Nature du milieu excité et type                                | Longueur(s) d'onde de service                           | Source d'excitation | Applications et notes |
| -------------------------------------------------------------- | ------------------------------------------------------- | ------------------- | --- |
| Laser à diode semi–conducteur (informations générales)         | 0,4-20 μm, selon la partie active du matériau utilisée. | Courant électrique  | Télécommunications, holographie, imprimantes laser, armes, usinage, soudure, source d'excitation pour d'autres lasers.                                                                                |
| Laser au GaN                                                   | 0,4 μm                                                  | Courant électrique  | Disques optiques. |
| Laser à l'AlGaAs                                               | 0,63-0,9 μm.                                            | Courant électrique  | Disques optiques, pointeurs lasers, transmission de données. Le laser à 780 nm des lecteurs de CD est le laser le plus commun dans le monde. Excitation de lasers à l'état solide, usinage, médecine. |
| Laser à l'InGaAsP                                              | 1,0-2,1 μm.                                             | Courant électrique  | Télécommunications, excitation de lasers à l'état solide, usinage, etc. |
| Laser au sel de plomb                                          | 3-20 μm                                                 | Courant électrique  | Recherche. Aujourd'hui en désuétude par rapport aux lasers à cascade quantique et interbande car il doit être refroidi cryogéniquement pour être utilisé.                                             |

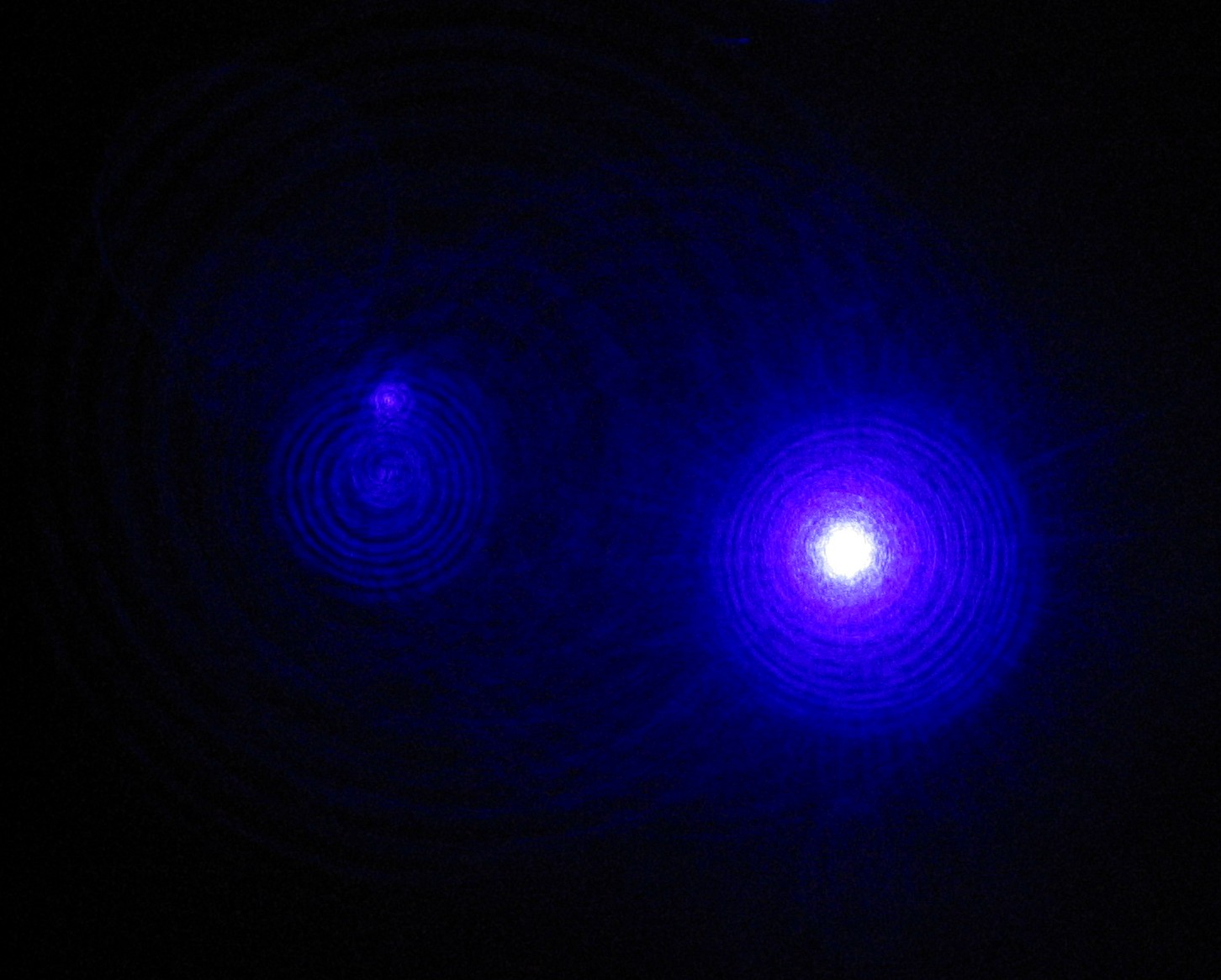
Image de l'émission lumineuse sur 442 nm d'un laser à vapeur métallique d'hélium–cadmium.

| Diode laser à cavité verticale émettant par la surface (VCSEL) | 850-1500 nm, selon le milieu.                           | Courant électrique  | Télécommunications. |
| Laser à cascade quantique                                      | Infrarouge moyen à lointain.                            | Courant électrique  | Recherche, parmi les applications futures on peut imaginer des radars anti-collision, des procédés de contrôle industriels, des diagnostics médicaux avec des analyseurs de souffle par exemple.      |
| Laser à cascade interbande                                     | Infrarouge moyen (3 - 6 µm)                             | Courant électrique  | Applications similaires aux lasers à cascade quantique : spectroscopie, diagnostic médical, détection de gaz.                                                                                         |
| Laser à silicium hybride                                       | Infrarouge moyen                                        | Courant électrique  | Recherche. |

## Autres types de lasers
| Nature du milieu excité et type | Longueur(s) d'onde de service                                                                                | Source d'excitation | Applications et notes |
| --- | --- | --- | --- |
| Laser à électrons libres | Capacité de réglage sur une grande plage de longueurs d'onde : de 100 nm à quelques nanomètres.              | Faisceau d'électrons relativistes | Recherche atmosphérique, science des matériaux, médecine. |
| Laser à gaz dynamique | Quelques lignes autour de 10,5 μm ; d'autres longueurs d'onde sont possibles en faisant des mélanges de gaz. | Inversion d'une population d'états de spin dans des molécules de dioxyde de carbone (CO2) à l'aide d'une détente adiabatique d'un mélange d'azote et de dioxyde de carbone. | Applications militaires ; ce laser peut opérer en mode à onde continue avec une puissance optique de plusieurs mégawatts. |
| Laser à samarium « pseudo–nickel » | Rayons X à 7,3 nm                                                                                            | Excitation dans du plasma de samarium à ultra-haute température formé par une irradiation par double impulsion de l'ordre du térawatt (Nd-verre, Vulcan laser)              | Première démonstration avec un laser opérant dans les rayons X avec une longueur d'onde inférieure à 10 nm. Applications possibles en microscopie à haute résolution et en holographie, fréquence proche de la « fenêtre de l'eau » de 2,2 à 4,4 nm où l'observation de la structure de l'ADN et de l'action des virus et des drogues sur les cellules peut être envisagée. |
| Laser Raman, qui utilise pour l'amplification une diffusion Raman stimulée non–élastique dans un milieu non–linéaire, le plus souvent de type fibre | 1-2 μm pour la version fibre                                                                                 | Un autre laser, le plus souvent un laser fibre ytterbium-verre | Couverture continue de 1 à 2 μm de longueur d'onde, amplification de signal optique réparti pour les télécommunications, production et amplification de solitons optiques. |
| Laser à excitation nucléaire | Idem lasers à gaz                                                                                            | Fission nucléaire | Recherche. |

## Sources
- (en) Cet article est partiellement ou en totalité issu de l’article de Wikipédia en anglais intitulé « List of laser types » (voir la liste des auteurs).